# Кащеева, Виктория Валерьевна
Виктория Валерьевна Кащеева (укр. Вікторія Валеріївна Кащеєва; род. 7 мая 1989), в девичестве Пятаченко (укр. П'ятаченко) — украинская легкоатлетка, специалистка по бегу на короткие дистанции. Выступала на профессиональном уровне в 2006—2017 годах, чемпионка Всемирной Универсиады, двукратная победительница командного чемпионата Европы, чемпионка Украины, участница ряда крупных международных стартов. Мастер спорта Украины.

## Биография
Виктория Пятаченко родилась 7 мая 1989 года. Занималась лёгкой атлетикой в Сумской области.
Выступала на крупных стартах национального уровня начиная с 2006 года.
В 2008 году вошла в состав украинской сборной и выступила в дисциплинах 100 и 200 метров на юниорском мировом первенстве в Быдгоще.
В 2009 году бежала эстафету 4 × 100 метров на молодёжном европейском первенстве в Каунасе, заняла в финале восьмое место.
В 2011 году в беге на 100 метров одержала победу на чемпионате Украины в Донецке. На молодёжном европейском первенстве в Остраве стала пятой на дистанции 100 метров и вместе с соотечественницами выиграла эстафету 4 × 100 метров (впоследствии в связи с допинговой дисквалификацией двух украинских спортсменок данный результат аннулировали).
В 2012 году в дисциплине 60 метров дошла до полуфинала на чемпионате мира в помещении в Стамбуле, в дисциплине 200 метров финишировала четвёртой на чемпионате Европы в Хельсинки. В качестве запасной бегуньи присутствовала в украинской эстафетной команде на летних Олимпийских играх в Лондоне, однако выйти здесь на старт ей не довелось.
В 2013 году победила в эстафете 4 × 100 метров на командном чемпионате Европы в Гейтсхеде и на Всемирной Универсиаде в Казани. За это выдающееся достижение по итогам сезона была награждена орденом «За заслуги» ІІІ степени.
В 2015 году уже под фамилией Кащеева заняла первое место в эстафете 4 × 100 метров на командном чемпионате Европы в Чебоксарах.
В 2017 году бежала 60 метров на чемпионате Европы в помещении в Белграде, остановилась на предварительном квалификационном этапе. По окончании сезона завершила спортивную карьеру.